# Нота (дипломатія)
Дипломатична нота — різновид документів зовнішньо-дипломатичного листування.
До документів зовнішньо-дипломатичного листування належать:
- особисті (підписні) ноти;
- вербальні ноти;
- пам'ятні записки;
- меморандуми;
- особисті листи неофіційного характеру;
- заяви.